# José María Alsina Roca
José María Alsina (Barcelona, 1943) es un economista e historiador español. Fue rector de la Universidad Abat Oliba CEU entre 2004 y 2008. 

## Biografía

### Primeros años y formación
Nació en Barcelona en 1943. Cursó sus estudios universitarios en la Universidad de Barcelona, donde obtuvo la licenciatura en Ciencias Económicas en 1966, y el doctorado en Historia Moderna en 1977 con una tesis sobre el tradicionalismo filosófico en la España del siglo XIX.

### Vida docente
Inició su vida docente en la Universidad de Barcelona en el curso 1967-1968, impartiendo clases de Sociología. También ha dado clases en la Facultad de Filosofía y Letras y en la Facultad de Ciencias Económicas. Además, ha sido profesor visitante en universidades de Argentina, Chile y México. Ha sido durante 40 años profesor titular de Filosofía política en la Universidad de Barcelona. Entre 2004 y 2008 fue rector de la Universidad Abad Oliva CEU. 
Sus principales temas de estudio son el tradicionalismo filosófico y el tradicionalismo político, la teología de la historia y la educación universitaria. Ha colaborado con artículos en las revistas Cristiandad y Verbo
Pertenece de la Escuela tomista de Barcelona y de Schola Cordis Jesu, y discípulo directo de Francisco Canals Vidal.

## Obras

### Libros:
- La palabra del Papa Wojtyla (Acervo Ediciones, 1979).
- Principios de deontología profesional (Barcelona, 1984). Escrito en colaboración con Francisco López Frías.
- Ética aplicada (Barcelona, 1984). Escrito en colaboración con Francisco López Frías.
- El tradicionalismo filosófico en España: Su génesis en la generación romántica catalana (Barcelona: Promociones Publicaciones Universitarias, 1985).

#### Opúsculos:
- La Universidad: memoria e identidad (2010).

### Artículos:
- "Nota biográfica del profesor Francisco Canals Vidal", en: Anuario Filosófico 99 (2010) 505-510.
- "Juan B. Vallet de Goytisolo, un jurista católico In memoriam", en: Espíritu 143 (enero-junio 2012) 181-183.